# Raoul Island
Raoul Island (früherer Name Sunday Island) ist die größte und – abgesehen von den nordöstlichen Nebeninseln Nugent Island und Napier Island – nördlichste der neuseeländischen Kermadecinseln. Sie ist etwa 30 km² groß, circa zehn Kilometer lang, etwa sechs Kilometer breit und vulkanischen Ursprungs.

## Geographie
Die ambossförmige Insel liegt etwa 1000 Kilometer von der neuseeländischen Nordinsel entfernt. Zur nächsten Nachbarinsel, dem südlich gelegenen Macauley Island, beträgt die Entfernung etwa 110 Kilometer.
Raoul Island ist der Gipfel eines weitgehend unter Wasser befindlichen Vulkanmassivs mit einer Ausdehnung von circa 28 auf 20 Kilometer, das aus etwa 900 Meter Meerestiefe aufragt. Die höchste Erhebung der Insel ist der 516 Meter hohe Moumoukai Peak. Er liegt am Ostrand einer Caldera mit einem Durchmesser von zwei bis drei Kilometern, der Raoul Caldera. In der Caldera liegen zwei Seen, der Blue Lake im Norden sowie der kleinere Green Lake. Eine zweite Caldera, die Denham Caldera mit einer Länge von etwa 6,5 Kilometer und einer Breite von circa vier Kilometer grenzt westlich an. Die Caldera liegt weitgehend unter dem Meeresspiegel; ihr nordöstlicher Rand ist die Denham Bay von Raoul Island.

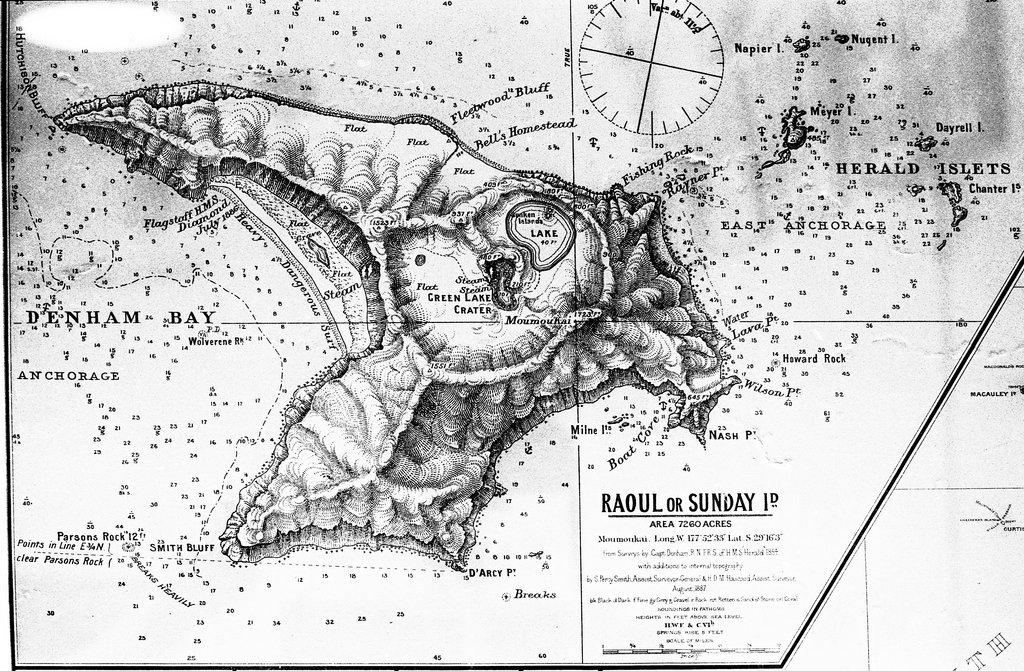
Seekarte der Insel (1887)

Die ältesten Gesteine der Insel sind Andesite, die bei submarinen Eruptionen vor 600.000 bis 1,4 Millionen Jahren entstanden. Später erhob sich ein Stratovulkan über dem Meeresspiegel. Er kollabierte bei einer starken Eruption, wobei eine große Caldera entstand, die wahrscheinlich auch das Gebiet der beiden heutigen Calderen einnahm. Nachfolgende Eruptionen bauten neue Kegel auf. Die Raoul Caldera entstand bei einer Eruption vor circa 4000 Jahren; die Denham Caldera vor ungefähr 2200 Jahren. In den vergangenen 4000 Jahren kam es zu mindestens 17 Vulkanausbrüchen. Dabei wurde meist Dazit gefördert, ein zähflüssigeres Magma als die zuvor ausgetretenen Basalte und Andesite.
Das lokale Klima ist subtropisch mild bei einem Jahresniederschlag von etwa 1500 Millimeter und einem gelegentlichen Auftreten von Zyklonen. Die dicht bewaldete Insel beherbergt mindestens 23 Pflanzen- und fünf Vogelarten, die endemisch sind (d. h. nirgendwo anders auf der Welt vorkommen). Zumindest kleinere Erdbeben ereignen sich hier praktisch täglich.

## Geschichte
Archäologische Funde belegen die Nutzung der Insel ab dem 14. Jahrhundert durch Menschen, die aus Polynesien stammten. Zu den Funden gehört auch Obsidian von der Mayor Island / Tūhua nahe der neuseeländischen Nordinsel, was als Indiz für Reisen von Neuseeland zu weiter im Norden gelegenen Inseln gesehen wird. Der Mythologie der Māori zufolge nutzten bei der Besiedlung Neuseelands zwei Kanus die Kermadecinseln als Zwischenstation. Dabei sei das Kanu Kurahaupō bei der Raoul Island durch ein Riff beschädigt worden.
Aus europäischer Sicht wurde Raoul Island am 16. März 1793 durch den französischen Admiral Joseph Bruny d’Entrecasteaux entdeckt. Er benannte die Insel nach dem Quartiermeister eines seiner beiden Schiffe. Im März 1796 sichtete der Kapitän des Walfängers Britannia die Insel und nannte sie Sunday Island. Dieser Name konnte sich zunächst durchsetzen. In den folgenden Jahrzehnten nutzten Walfänger die Insel, um sich mit Holz und Wasser einzudecken. Zur Versorgung mit Frischfleisch wurden Ziegen auf der Insel freigelassen. 1854 kartierte der Brite Henry Mangles Denham die Insel.
Ab den 1830er Jahren lebten wenige Familien auf der Insel, die Proviant an vorbeikommende Schiffe verkauften. Nach einem Vulkanausbruch im Juni 1870 flüchteten die Siedler ins Innere der Insel; im Oktober 1870 wurden sie evakuiert. Bei dem Ausbruch entstanden in der Denham Bay vorübergehend zwei neue Inseln mit einer Höhe von etwa 100 Meter. In der Raoul Caldera kam es zu einer phreatischen Explosion, bei der ein neuer Krater mit 600 Metern Durchmesser entstand. Bereits 1814 hatte sich nach einem Ausbruch in der Denham Bay eine neue Insel mit rund fünf Kilometer Umfang gebildet; die vor 1854 wieder versank.
1887 annektierte Neuseeland die Raoul Island. 1878 hatten sich erneut Menschen auf der Insel angesiedelt. Sie bauten unter anderem Obst, vor allem Orangen, an. Der Siedlungsversuch scheiterte endgültig 1938, da Raoul Island über keinen sicheren Hafen zum Export der landwirtschaftlichen Erzeugnisse verfügte. Noch in der Gegenwart können nur kleine Boote bei ruhigem Wetter anlegen. 1939 wurde Raoul Island zum offiziellen Namen der Insel; im gleichen Jahr wurde im Nordwesten der Insel eine Wetterstation eingerichtet.
Während des Ersten Weltkriegs wurden die Siedler nach Neuseeland evakuiert. Im Mai und Juni 1917 nutzte der deutsche Hilfskreuzer Wolf die Insel als Ankerplatz für eine gründliche Überholung, die vor allem die Maschinenanlage betraf. Nahe der Insel wurden zwei zuvor gemachte Prisen der Wolf, der neuseeländische Frachter Wairuna und die amerikanische Bark Winslow, nach Übernahme der verwendbaren Ladung versenkt. Zwei Gefangenen gelang kurz vor dem Auslaufen des Hilfskreuzers die Flucht von Bord, und mindestens einer könnte die Insel erreicht haben. Eine von der neuseeländischen Marine im Mai 1918 unternommene gezielte Suchaktion blieb jedoch ergebnislos.
1954 bat die britische Regierung um die Erlaubnis, auf Raoul Island eine Wasserstoffbombe zu testen. Dabei wurde die Raoul Caldera als geeignetes Gelände angesehen. Der Antrag wurde von Neuseeland aus politischen Gründen abgelehnt. Im November 1964 kam es in der Raoul Caldera zu einem weiteren, kurzen Vulkanausbruch, bei dem mehrere neue Krater entstanden und Asche und Dampf gut einen Kilometer hoch aufstiegen.
Seit 1988 verwaltet das Department of Conservation (DOC), die für Naturschutz zuständige neuseeländische Behörde, die Insel, die seit 1934 unter Naturschutz steht. Die DOC übernahm die Wetterstation und führt von dort Wettermessungen, die Beobachtung der vulkanischen Aktivität sowie diverse Erhaltungs- und Überwachungsarbeiten durch. So wurden 2002 die Katzen und Ratten auf der Insel ausgerottet. In den folgenden Jahren kehrten mehrere Vogelarten, darunter der Kermadec-Sturmvogel, zum Brüten auf die Insel zurück. Am 17. März 2006 wurde ein Mitarbeiter des DOC durch eine Vulkaneruption in der Raoul Caldera getötet.
2008 hielten sich fünf DOC-Mitarbeiter ständig auf der Insel auf. Sie wurden von sechs Freiwilligen unterstützt, die bei fünf bis sechs Monate langen Einsätzen hauptsächlich Unkraut beseitigten. Ansonsten ist die Insel unbewohnt. Besucher brauchen vor dem Anlanden eine Genehmigung des DOC.

## Nebeninseln und Felsen

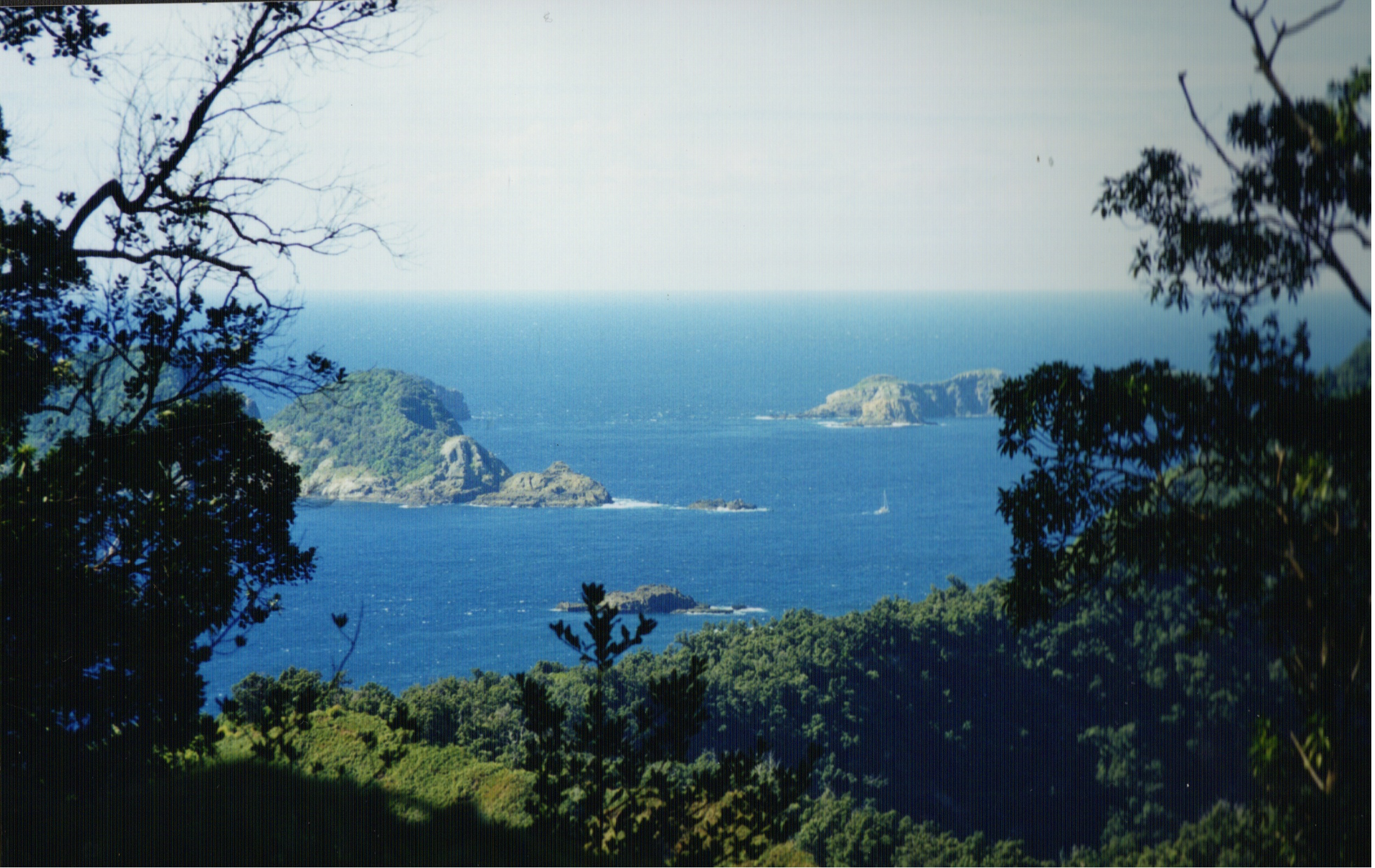
Raoul Island mit Blick auf die Nebeninseln im Nordosten

Um die Hauptinsel Raoul Island gruppieren sich einige kleinere Inseln und aus dem Meer herausragende Felsen, deren größte die Meyer Islands sind.
- im Nordosten von Raoul Island befinden sich:
  - Fishing Rock
  - Egeria Rock
  - Meyer Islands
    - North Island
    - South Island

  - Napier
  - Nugent Island (die nördlichste Insel von Neuseeland)
  - Herald Islets
    - Dayrell Island
    - Chanter Islands
      - Chanter (North) Island
      - South Island
      - West Island
- im Südwesten von Raoul Island befinden sich:
  - Milne Islands
  - Dougall Rocks